# Our Lips Are Sealed
«Our Lips Are Sealed» (en español: «Nuestros Labios Están Sellados»), es una canción escrita por la guitarrista de The Go-Go's, Jane Wiedlin, y el cantante de Fun Boy Three, Terry Hall. The Go-Go's la grabaron por primera vez en 1981 como tema de apertura de su álbum debut Beauty and the Beat. Fue su primer sencillo en Estados Unidos y uno de los mayores éxitos de toda su trayectoria. En el año 2000, la revista Rolling Stone la incluyó como una de las cien mejores canciones pop de todos los tiempos. En el año, 2004 Hilary Duff regrabó con su hermana Haylie Duff una versión de la canción para la banda sonora de la película A Cinderella Story.

## Versiones de The Go-Go's y Fun Boy Three
Aunque en un principio la canción repetía tres veces el estribillo, The Go-Go's grabaron una versión abreviada para Beauty and the Beat. Esta versión se lanzó como sencillo al comienzo de 1982 y, en Estados Unidos, alcanzó el número 20 en la lista de sencillos pop y el número 15 en la lista de rock de Billboard. Fue un tema inusualmente longevo: permaneció en las listas durante la mayor parte del año 1982. El vídeo musical que la acompañaba era uno de los primeros favoritos de la entonces emergente MTV, y ayudó a dar a conocer la imagen vivaracha del grupo.
Al año siguiente, Terry Hall (coautor de la canción) volvió a grabar el tema con su banda Fun Boy Three. Fue un gran éxito fuera de Estados Unidos, sobre todo en Reino Unido, donde alcanzó el número 7 en la lista de sencillos. La versión de Fun Boy Three es la más conocida de la canción en este país.

### Vídeo
El vídeo musical original incluye distintas escenas de las miembros de la banda con gafas de sol y actitud despreocupada (conduciendo un coche, parándose delante de una tienda de lencería, salpicándose con el agua de una fuente). Estas escenas se entremezclan con el material grabado de un concierto.

## Versión de Hilary Duff y Haylie Duff
La versión de las hermanas Hilary y Haylie, alcanzó los primeros lugares en listas de Australia, Canadá y México, así mismo, logra posicionarse en el n.º 47 en Reino Unido.

### Vídeo
El vídeo es original de la película "A Cinderella Story", la acústica de las hermanas Duff y los instrumentos de la canción fueron cambiados totalmente, el vídeo fue dirigido por Chris Applebaum.
Es muy similar al vídeo de las Go-Go's, representa a las hermanas Duff conduciendo en su automóvil alrededor de la ciudad de Toronto, entremezclando con la historia de la Cenicienta, aunque el vídeo era muy popular en MTV TRL, se posicionó 39 veces en TRL y estuvo dos ocasiones en el primer lugar del programa.
El vídeo fue presentado en MTV Making the Video Our Lips Are Sealed, un especial que preparó MTV detrás de cámaras, que fue presentado en premicia mundial el 31 de mayo de 2004,

## Versión de Truly
La banda grunge psicodélica Truly grabó un cover de la canción en el año 1999, en el disco tributo a The Go-Go's titulado Unsealed. Más tarde, esta canción aparecería en el disco de rarezas de Truly Twilight Curtains.En una entrevista de la revista Rolling Stone en el año 1998, Robert Roth, vocalista de la banda declara que Our Lips are Sealed es el "perfecto himno pop desafiante" y acalara que "no arruinamos mucho la canción".

## Versión de Nouvelle Vague
La banda francesa Nouvelle Vague ha incluido una versión de la canción en su tercer álbum, "3", grabado en 2009.

## Posicionamiento
| País           | Lista                    | Posición |
| -------------- | ------------------------ | -------- |
| Mundo          | World Soundtracks Top 20 | 10       |
| Australia      | Top 50 ARIA Singles      | 8        |
| México         | Top 100 Singles          | 6        |
| Bangkok        | Top 20 Singles           | 2        |
| Canadá         | Top 100 Singles          | 4        |
| Reino Unido    | Top 200 Singles          | 47       |
| Costa Rica     | Top 40 Singles Chart     | 23       |
| Canadá         | Top 100 Singles          | 7        |
| Estados Unidos | Hot Digital Tracks       | 37       |